# Jewgeni Jewgenjewitsch Artjuchin
Jewgeni Jewgenjewitsch Artjuchin (russisch Евгений Евгеньевич Артюхин; * 4. April 1983 in Moskau, Russische SFSR) ist ein ehemaliger russischer Eishockeyspieler, der etwa 200 Spiele in der National Hockey League und mehr als 400 Partien in der Kontinentalen Hockey-Liga absolviert hat.

## Karriere

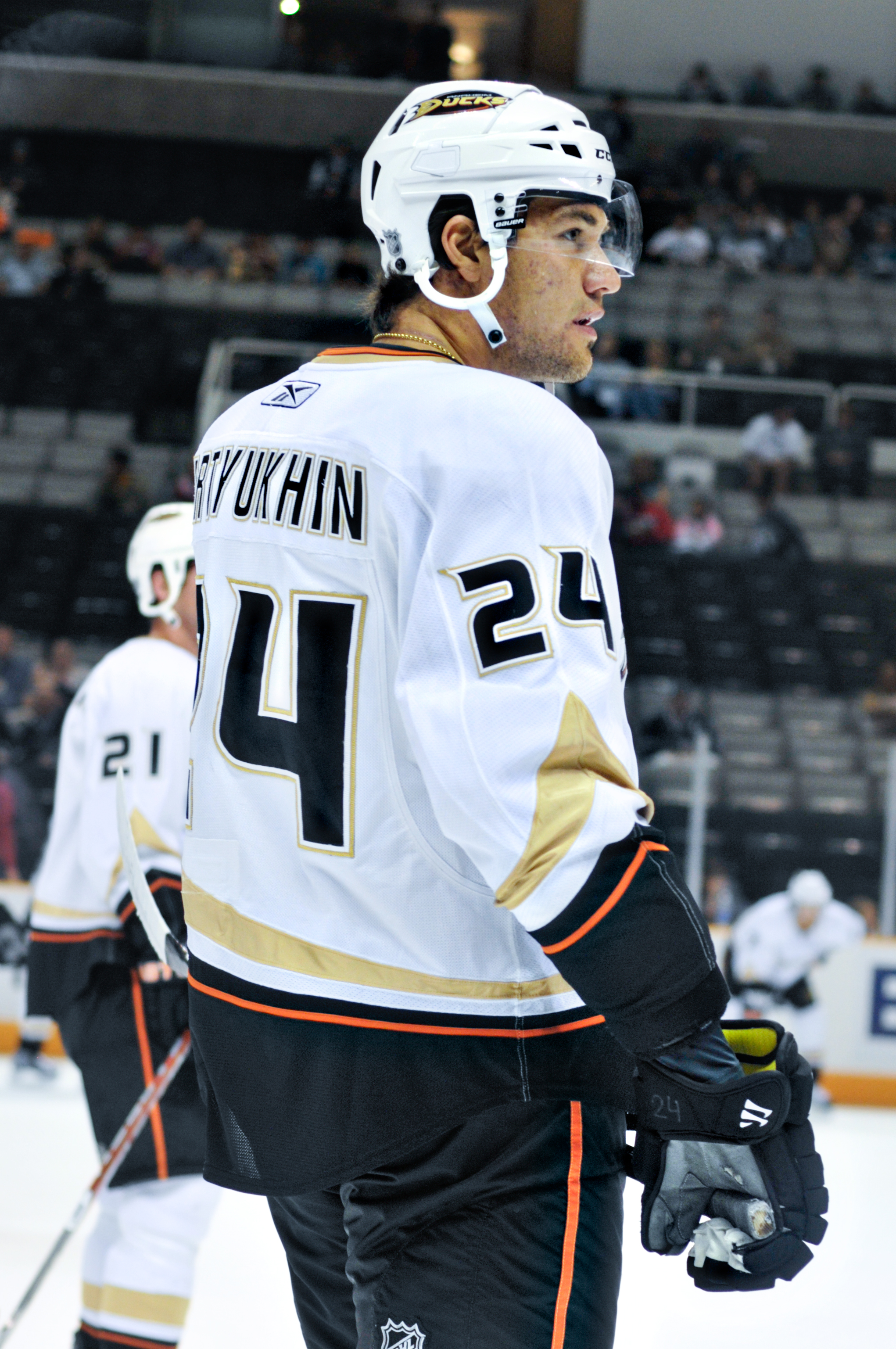
Jewgeni Artjuchin im Trikot der Anaheim Ducks

Jewgeni Artjuchin begann seine Karriere als Eishockeyspieler in der Jugend von Witjas Podolsk, für dessen Profimannschaft er in der Saison 1999/2000 sein Debüt in der zweitklassigen Wysschaja Liga gab und im selben Jahr in die Superliga aufstieg. Dort gab er in der folgenden Spielzeit in 24 Spielen eine Vorlage. Der Angreifer blieb auch nach dem direkten Wiederabstieg Podolsks im Verein. Zudem wurde er im NHL Entry Draft 2001 in der dritten Runde als insgesamt 94. Spieler von den Tampa Bay Lightning ausgewählt. Nachdem der Russe die Saison 2002/03 bei den Moncton Wildcats, die ihn beim CHL Import Draft 2002 in der ersten Runde an Position 29 gezogen hatten, in der kanadischen Top-Juniorenliga QMJHL verbracht hatte, spielte er von 2003 bis 2005 für die Farmteams der Lightning, die Hershey Bears und Springfield Falcons aus der American Hockey League sowie die Pensacola Ice Pilots in der ECHL.
In der Saison 2005/06 gab Artjuchin sein Debüt in der National Hockey League für Tampa, für die er in insgesamt 77 Spielen 18 Scorerpunkte erzielte. Trotz seines Stammplatzes kehrte er in seine russische Heimat zurück, in der er von 2006 bis 2008 für Lokomotive Jaroslawl, den HK Awangard Omsk und HK ZSKA Moskau auf dem Eis stand. Im Sommer 2008 unterschrieb Artjuchin erneut einen Vertrag in Tampa, wechselte jedoch nach nur einem Jahr im Tausch für ein Draftrecht und Drew Miller zu deren Ligarivalen Anaheim Ducks.
Im März 2010 wurde er im Tausch gegen Nathan Oystrick an die Atlanta Thrashers abgegeben, die seinen auslaufenden Vertrag im Sommer 2010 nicht verlängerten. In der Folge war er zunächst arbeitslos, bevor er im November des gleichen Jahres vom SKA Sankt Petersburg aus der Kontinentalen Hockey-Liga verpflichtet wurde. Zur Saison 2013/14 wurde der Russe von Atlant Moskowskaja Oblast unter Vertrag genommen und sammelte in 49 Saisonspielen 19 Scorerpunkte für den Klub. Anschließend wurde sein Vertrag im Juli 2014 aufgelöst.
Die Saison 2014/15 verbrachte er beim HK ZSKA Moskau, mit dem er als beste Mannschaft der KHL-Hauptrunde die russische Meisterschaft gewann. Nach diesem Erfolg kehrte er zum SKA Sankt Petersburg zurück und wurde im Dezember 2015 aus seinem laufenden Vertrag entlassen.
Ab Juni 2016 spielte Artjuchin beim HK Sibir Nowosibirsk und kam in 54 Saisonspielen auf neun Scorerpunkte. Anschließend war er vereinslos, ehe er im August 2017 für ein Jahr vom HK Dynamo Moskau verpflichtet wurde. Dort war der Stürmer bis zum Sommer 2018 aktiv. Anschließend pausierte er ein Jahr. Zur Saison 2019/20 kehrte Artjuchin in die KHL zurück und schloss sich seinem Heimatklub HK Witjas ein. Im September 2021 wechselte er zu Admiral Wladiwostok. Im Dezember 2021 zog er weiter zu Neftechimik Nischnekamsk, wo er am Saisonende seine Karriere beendete.

### International
Für Russland nahm Artjuchin an der U18-Junioren-Weltmeisterschaft 2001 sowie der U20-Junioren-Weltmeisterschaft 2003 teil. Beide Male gewann er mit der Mannschaft die Goldmedaille. Von 2009 bis 2012 spielte er insgesamt 25-mal in der russische Herren-Auswahl.

## Erfolge und Auszeichnungen
- 2010 Spengler-Cup-Gewinn mit dem SKA Sankt Petersburg
- 2015 Russischer Meister mit dem HK ZSKA Moskau

### International
- 2000 Goldmedaille bei der World U-17 Hockey Challenge
- 2001 Goldmedaille bei der U18-Junioren-Weltmeisterschaft
- 2003 Goldmedaille bei der U20-Junioren-Weltmeisterschaft

## Statistik
(Stand: Ende der Saison 2021/22)